# 역성장
역성장(degrowth), 탈성장 또는 성장후 경제학(post-growth economics)은 인간과 경제 발전의 척도로서 국내총생산(GDP)의 성장 개념을 비판하는 학문적, 사회적 운동이다. 역성장 이론은 경제학, 경제인류학, 생태경제학, 환경과학, 개발 연구 등 다양한 학문 분야의 아이디어와 연구를 기반으로 한다. 이는 총재와 서비스의 금전적 가치 측면에서 성장에 대한 현대 자본주의의 단일 초점이 광범위한 생태적 손상을 초래하며 인간 생활 수준의 추가 향상에 필요하지 않다고 주장한다. 역성장 이론은 학문적 호평과 상당한 비판을 모두 받았다.
역성장 이론의 주요 주장은 경제의 무한한 팽창은 근본적으로 지구상의 물질적 자원의 유한성과 모순된다는 것이다. 대가속은 제본스의 역설의 타당성에 대한 증거이다. 이는 화석 연료와 물질적 자원에 대한 의존도가 기하급수적으로 증가하고 있음을 보여준다. 역성장 이론은 GDP로 측정되는 경제성장을 정책 목표로 삼아야 한다고 주장한다. 대신 정책은 생태계와 인간 복지의 지표로서 기대 수명, 건강, 교육, 주택, 생태학적으로 지속 가능한 노동과 같은 경제적, 사회적 지표에 초점을 맞춰야 한다. 역성장 이론가들은 GDP가 둔화되거나 감소하는 동안에도 이것이 인간 생활 수준과 생태 보존을 향상시킬 수 있다고 가정한다.
역성장 이론은 자유 시장 자본주의에 대해 매우 비판적이며 광범위한 공공 서비스, 돌봄 노동, 자기조직화, 커먼즈(commons), 공동체 및 일자리 나누기의 중요성을 강조한다.

## 같이 보기
- 반소비주의
- 절약의 역설